# Dominic DeNucci
Domenico A. Nucciarone, né le 23 janvier 1932 à Frosolone (Italie) et mort le 12 août 2021 à McCandless Township (Pennsylvanie), est un catcheur italo-américain connu sous le nom de ring de Dominic DeNucci.

## Jeunesse
Dominic Nucciarone part à 18 ans vivre au Canada à Montréal.

## Carrière

### Débuts
Dominic Nucciarone commence sa carrière de catcheur à Montréal. Il fait ses débuts le 5 novembre 1958 sous le nom de The Masked Marvel où il perd face à Johnny Rougeau. Il se fait démasquer le 21 janvier 1959 après sa défaite face à Bernard Vignal[réf. nécessaire].
Par la suite, il lutte dans plusieurs provinces du Nord-Est du Canada sous le nom de Dominic Bravo. Il est alors l'équipier de Dino Bravo qui le présente comme son frère. 
Le 18 janvier 1963, il fait équipe avec Ron Etchison et ensemble ils remportent le championnat international par équipes de la Stampede Wrestling après leur victoire face à Mike Sharpe et Jim Wright. Ils perdent leur titre quelques jours plus tard face à Wright et Luke Graham. Ils sont à nouveau champion à deux autre reprises.

### World Wide Wrestling Federation
Le 18 juin 1971, DeNucci remporte le titre WWWF, puis le titre WWWF International Tag Team Championship, avec Bruno Sammartino en battant The Mongols. Ils perdent le titre face à la même équipe 3 jours plus tard.
Le 13 mai 1975, DeNucci et Victor Rivera remporte le titre WWWF World Tag Team Championship sur Jimmy et Johnny Valiant. En juin, Rivera quitte la WWF, et Pat Barrett devient le nouveau partenaire de DeNucci. Ils perdent le titre après 3 mois de défense face à The Blackjacks le 26 août.
DeNucci remporte le titre WWWF World Tag Team Champion avec Dino Bravo en battant Professor Tanaka et Mr. Fuji le 14 mars 1978. Le 26 juin ils perdent le titre face à The Yukon Lumberjacks.
DeNucci catche aussi pour  Big Time Wrestling à Detroit; il est très populaire au Michigan et en Ohio durant les années 1970.

## Entraîneur
Après avoir mis fin à sa carrière de catcheur, il entraîne des catcheurs comme Mick Foley, Shane Douglas, et Brian Hildebrand.

## Palmarès

### Championnat et accomplissements
- American Wrestling Alliance
  - AWA United States Heavyweight Championship (1 fois)
- Championship Wrestling de Floride 
  - NWA Florida Tag Team Championship (1 fois) - avec Tony Parisi
- Lutte Internationale 
  - Canadian International Tag Team Championship (1 fois) - avec Nick DeCarlo
- NWA All-Star Wrestling 
  - NWA Canadian Tag Team Championship (Vancouver version) (1 fois) - avec Don Leo Jonathan
  - NWA World Tag Team Championship (Vancouver version) (1 fois) - avec Don Leo Jonathan*National Wrestling Federation
  - NWF Heavyweight Championship (1 fois)
  - NWF North American Heavyweight Championship (1 fois)
  - NWF World Tag Team Championship (1 fois) - avec Tony Parisi
- New Independent Wrestling Association 
  - NIWA Tag Team Championship (1 fois) - avec Mr. Hati
- Professional Wrestling Hall of Fame
  - Class of 2012
- World Championship Wrestling (Australia) 
  - IWA World Heavyweight Championship (3 fois)
  - IWA World Tag Team Championship (3 fois) - avec Mark Lewin (1), Antonio Pugliese (1) et Mario Milano (1)
- World Wrestling Association (Indianapolis) 
  - WWA World Tag Team Championship (1 fois) - avec Wilbur Snyder
- World Wide Wrestling Federation 
  - WWWF International Tag Team Championship (1 fois) - avec Bruno Sammartino
  - WWWF World Tag Team Championship (2 fois) - avec Victor Rivera et  Pat Barrett (1), et Dino Bravo (1)
- Autres titres 
  - West Virginia Tag Team Championship (1 fois) - avec Apache Lou

### Matchs à pari
| # | Résultat | Enjeu  | Adversaire (enjeu)       | Date            | Lieu     | Notes                                                    |
| - | -------- | ------ | ------------------------ | --------------- | -------- | -------------------------------------------------------- |
| 1 | Défaite  | Masque | Bernard Vignal (inconnu) | 21 janvier 1959 | Montréal | Dominic DeNucci lutte alors sous le nom de Masked Marvel |

## Au cinéma
- 1961 : Le catch